# ロバート・E・ハワード
ロバート・アーヴィン・ハワード（Robert Ervin Howard、1906年1月22日 - 1936年6月11日）は、アメリカ合衆国のパルプ・フィクション作家。
怪奇幻想小説とアクションヒーローものを融合したヒロイック・ファンタジーの生みの親で、「英雄コナン」シリーズが有名である。この「コナン」は大恐慌時代のパルプ・マガジン『ウィアード・テイルズ』誌上で活躍したキャラクターであり、その文化的影響力はターザン、ドラキュラ伯爵、シャーロック・ホームズ、バットマン、ジェームズ・ボンドと肩を並べるものとされている。このシリーズの作品群は多くの模倣を呼び、ファンタジージャンルに多大な影響を及ぼした。
また、ハワード・フィリップス・ラヴクラフトとは文通相手であり、『黒の碑』などのクトゥルフ神話作品も執筆していたほか、ラヴクラフトもハワードの創造した世界に対する言及を自作内で行っている。オーガスト・ダーレス、クラーク・アシュトン・スミスらとの親交も厚かった。ハワードの創造した文献「無名祭祀書」は、後続のクトゥルフ神話作家達も使用することになる。
友人のO・A・クラインはSF作家であったが、ハワードの著作権エージェントとしての職に集中するため執筆活動を休止した。

## 経歴
テキサス州出身。生涯のほとんどをダラス郊外のクロスプレインズと、時にその近郊のブラウンウッドで過ごした。本好きで知的な子供であったが、同時にボクシングのファンでもあったため、10代の後半にボディビルを始め、逞しい青年になる。
9歳の時より冒険小説作家となることを夢見たが、23歳までは本当の成功には恵まれなかった。以降30歳で自殺によって死去するまでハワードの作品は様々な雑誌、ジャーナル、新聞に載るようになり、いくつかのジャンルで成功を収めた。
1924年、怪奇小説専門のパルプ・マガジン『ウィアード・テイルズ』に "Spear and Fang" が売れ、翌1925年にデビューする。以後さまざまなパルプ・マガジンに発表した。1932年に「英雄コナン」シリーズの第1作「不死鳥の剣」（"The Phoenix on the Sword"）がWT誌に掲載される。約11年間の作家活動で執筆した作品数は300を超えるも、半数以上が未発表であり、生前には単行本が一冊も刊行されなかった。コナン作品は1934年に単行本化される寸前まで行ったものの頓挫している。
その作品内容はヒロイック・ファンタジー、幻想怪奇小説から、冒険小説、ハードボイルド、歴史冒険小説、西部劇、スラップスティック小説まで、非常な広範囲に及ぶ。これには、当時のパルプ誌が雑誌・ジャンルを問わず経営が不安定で原稿料の支払いも不安定だったため、雑誌・ジャンルを選ばずにどこにでも売り込まねばならなかったという事情があった。とはいえ、11年間の作家生活で年間の収入は50ドルから2,000ドル以上まで上昇。当時のクロスプレインズでは町で随一の高収入であった。1936年の時点では彼の作品のほぼ全ては西部劇ものとなっていた。
| 西暦   | 年齢 | 収入                                                             | インフレ 補正                                                    | 備考 |
| ------ | ---- | ---------------------------------------------------------------- | ---------------------------------------------------------------- | --- |
| 1926年 | 20歳 | $50.00                                                           | $861                                                             | |
| 1927年 | 21歳 | $37.50                                                           | $658                                                             | |
| 1928年 | 22歳 | $186.00                                                          | $3,300                                                           | 「ソロモン・ケーン」シリーズ第1作 |
| 1929年 | 23歳 | $772.50                                                          | $13,707                                                          | 「キング・カル」シリーズ・「Steve Costigan」シリーズ第1作                                                                                          |
| 1930年 | 24歳 | $1,303.50                                                        | $23,775                                                          | 『Oriental Stories 』誌創刊。「ブラン・マク・モーン」シリーズ第1作                                                                                 |
| 1931年 | 25歳 | $1,500.26                                                        | $30,058                                                          | |
| 1932年 | 26歳 | $1,067.50                                                        | $23,839                                                          | 『Fight Stories 』誌休刊。Kline氏がエージェントに。「英雄コナン」シリーズ第1作                                                                     |
| 1933年 | 27歳 | $962.25                                                          | $22,649                                                          | 『Oriental Stories 』誌が『Magic Carpet 』誌となる                                                                                                 |
| 1934年 | 28歳 | $1,853.05                                                        | $42,205                                                          | 『Magic Carpet 』誌廃刊。『Action Stories 』誌再刊行開始。 「El Borak」シリーズ・「Kirby O'Donnell」シリーズ・「Breckenridge Elkins」シリーズ第1作 |
| 1935年 | 29歳 | $2,000+                                                          | $44,447+                                                         | 記録は不完全 |
| 1936年 | 30歳 | 「1936年の春までで彼の売り上げはキャリアの最高を迎えつつあった」 | 「1936年の春までで彼の売り上げはキャリアの最高を迎えつつあった」 | 「1936年の春までで彼の売り上げはキャリアの最高を迎えつつあった」                                                                                   |

### 自殺と精神状態
ハワードの母親は結核に侵されており、彼の生涯全てに渡って闘病生活を送っていた。1936年6月、母親が危篤となり、最早目覚めることはないだろう昏睡状態に陥ったことを知るや、ハワードはガレージに停めた車の中で拳銃で自ら頭部を撃ち抜きその後死亡した。30歳だった。母親も翌日死去している。

彼の自殺とその状況は彼の精神状態について様々な議論を呼ぶものであった。
これらの議論は主に、彼はエディプスコンプレックスやそれに類する精神疾患であったのではないか、もしくは重い抑うつ状態であったのではないかというものである。またそういった精神状態が引き金ではなく、母親の死に直面した衝動的なものであろうという説もあるが、実際、この自殺は以前から父親や近しい友人には仄めかしていたものであった。また、サヴァン症候群、もしくはアスペルガー症候群と絡めて語られることもあるが、これは冒険小説という性質からともすれば短絡的な彼の作品内容について非難した文芸批評家によって用いられたものであり、彼自身にそういった兆候は認められなかった。
また彼は心臓疾患を抱えていたことも明らかになっている。

### ノーヴェリン・プライスとの交際
生前のハワードが交際した唯一の女性がノーヴェリン・プライス・エリス（Novalyne Price Ellis）であった。彼女は当時クロスプレインズの高校で英語を教える教師で、自身も作家志望であった。この交際はハワードの晩年まで続いたが、プライスが教職のキャリアのためルイジアナ州へと転居し終わりを告げる。プライスは後に他の男性と結婚し、引退まで教職に留まったが、引退後の1986年に"One Who Walked Alone"と題されたハワードについての回想録を発表した。彼女は自身の創作のために人々との会話を記録していたため、生前のハワードとのやりとりも克明に残っており、それらを整理した貴重な資料となっている。
この回想録は1996年に『草の上の月』（原題：The Whole Wide World）として映画化された。プライスは1999年に91歳で死去した。

### 没後
本国アメリカでは1960年代後半にリバイバルブームが起きて再評価され、日本には1969年に紹介された。

## 日本語訳一覧
- 英雄コナンシリーズ 
  - ハヤカワ文庫 (ノーム・プレス版準拠) 全8巻
  - 創元推理文庫版 (ランサー版準拠) 7巻で未完結
  - 創元推理文庫『新訂版コナン全集』全6巻
  - 新紀元社『愛蔵版 英雄コナン全集』全4巻

- 『魔境惑星アルムリック』早川書房〈ハヤカワ文庫〉、1972年。ISBN 415010073X。全国書誌番号:75081051。
- 『黒の碑:クトゥルー神話譚』東京創元社〈創元推理文庫〉、1991年。ISBN 4-488-51408-1。
- 『スカル・フェイス』国書刊行会〈ドラキュラ叢書〉、1977年。ISBN 978-4-336-02581-4。全国書誌番号:77033636。
- 『剣と魔法の物語 : ヒロイック・ファンタジー傑作選』朝日ソノラマ〈ソノラマ文庫 海外シリーズ〉。ISBN 4-257-62034-X。
- 青心社 『暗黒神話体系シリーズ クトゥルー』全13巻 収録作品
  - 4「黒い石」、5「墓はいらない」、7「アッシュールバニパルの焔」、8「屋根の上に」
- 青心社 『ウィアード』全4巻 収録作品
  - 1「夢の蛇」、2「死霊の丘」、3「夜の末裔」
- 国書刊行会　『真ク・リトル・リトル神話大系』全10巻/『新編真ク・リトル・リトル神話大系』全7巻 収録作品
  - 3/新5「闇に潜む顎」、9/新5黒の詩人」※オーガスト・ダーレスが補作
- 「不死鳥の剣」 河出文庫 『不死鳥の剣 : 剣と魔法の物語傑作選』収録　ISBN 4-309-46226-X
- 『失われた者たちの谷 : ハワード怪奇傑作集』書苑新社〈ナイトランド叢書〉、2015年。ISBN 978-4-88375-209-6。